# Sanogasta
Genre
Sanogasta est un genre d'araignées aranéomorphes de la famille des Anyphaenidae.

## Distribution
Les espèces de ce genre se rencontrent en Amérique du Sud.

## Liste des espèces
Selon World Spider Catalog (version 17.5, 29/09/2016) :
- Sanogasta alticola (Simon, 1896)
- Sanogasta approximata (Tullgren, 1901)
- Sanogasta backhauseni (Simon, 1895)
- Sanogasta bonariensis (Mello-Leitão, 1940)
- Sanogasta maculatipes (Keyserling, 1878)
- Sanogasta maculosa (Nicolet, 1849)
- Sanogasta mandibularis Ramírez, 2003
- Sanogasta minuta (Keyserling, 1891)
- Sanogasta paucilineata (Mello-Leitão, 1945)
- Sanogasta pehuenche Ramírez, 2003
- Sanogasta puma Ramírez, 2003
- Sanogasta rufithorax (Tullgren, 1902)
- Sanogasta tenuis Ramírez, 2003
- Sanogasta x-signata (Keyserling, 1891)

## Publication originale
- Mello-Leitão, 1941 : Las arañas de Córdoba, La Rioja, Catamarca, Tucumán, Salta y Jujuy colectadas por los Profesores Birabén. Revista del Museo de La Plata (N.S., Zoología), vol. 2, p. 99-198.